# Джакомо Модіка
Джакомо Модіка (італ. Giacomo Modica, нар. 31 травня 1964, Мацара-дель-Валло) — італійський футболіст, що грав на позиції півзахисника. По завершенні ігрової кар'єри — тренер. З 2025 року очолює мальтійський «Хамрун Спартанс».
Виступав, зокрема, за «Палермо» та «Мессіну».

## Ігрова кар'єра
Народився 31 травня 1964 року в місті Мацара-дель-Валло. Вихованець футбольної школи клубу «Палермо». Дорослу футбольну кар'єру розпочав 1981 року в основній команді того ж клубу, в якій провів три сезони, взявши участь у 20 матчах чемпіонату.
Згодом з 1984 по 1988 рік грав у складі команд «Турріс» та «Ліката».
Своєю грою за останню команду привернув увагу представників тренерського штабу клубу «Мессіна», до складу якого приєднався 1988 року. Відіграв за команду з Мессіни наступні два сезони своєї ігрової кар'єри. Більшість часу, проведеного у складі «Мессіни», був основним гравцем команди.
У 1990 році повернувся до клубу «Палермо». Цього разу провів у складі його команди два сезони. Граючи у складі «Палермо» також здебільшого виходив на поле в основному складі команди.
Протягом 1992—1998 років захищав кольори клубів «Падова», «Ачиреале», «Анкона» та «Тернана».
Завершив ігрову кар'єру у команді «Атлетіко Катанія», за яку виступав протягом 1998—1999 років.

## Кар'єра тренера
Розпочав тренерську кар'єру відразу ж по завершенні кар'єри гравця, 1999 року, увійшовши до тренерського штабу Зденека Земана у «Фенербахче». Згодом також з ним працював у італійських клубах «Наполі», «Салернітана» та «Авелліно».
У 2004 році розпочав самостійну тренерську кар'єру, очоливши «Козенцу», після чого тренував інші нижчолігові італійські команди «Мельфі», «Челано» і «Лекко».
2012 року Модіка повернувся до співпраці із Земаном, з яким працював у клубах «Рома» та «Кальярі».
Надалі очолював нижчолігові італійські команди «Л'Аквіла», «Мацара», «Мессіна», «Кавезе», «Вібонезе» та «Казале».
1 червня 2025 року Модіка став головним тренером мальтійського «Хамрун Спартанс».